# 根納季·鮑里索夫
根納季·弗拉迪米羅維奇·鮑里索夫（俄語：Генна́дий Влади́мирович Бори́сов），俄羅斯望遠鏡製造商和業餘天文學家，他於2019年發現了第一顆已知的星際彗星：2I/鮑里索夫彗星。

## 生平
鮑里索夫在莫斯科國立大學斯滕伯格天文研究所的克里米亞天文站擔任工程師。他的工作是維護望遠鏡，但自己不進行觀測。他也與Astronomicheskiy Nauchnyy Tsentr JSC合作，與俄羅斯航太合作創建實驗望遠鏡。
鮑里索夫在業餘時間在克里米亞半島南部瑙奇尼的個人天文台MARGO從事天文學研究。2013年至2019年間，他發現了九顆彗星和幾個近地天體，例如2013 TV135。他使用自己設計和建造的望遠鏡發現新天體：GENON（2顆彗星）、GENON Max（5顆彗星）和未命名的0.65公尺望遠鏡（2顆彗星，包括2I/鮑里索夫彗星）。
2014年，鮑里索夫因發現C/2013 N4和C/2013 V2獲得兩項埃德加·威爾遜獎（Edgar Wilson Award）。鮑里索夫還發現了小行星2023 BU，這是另一個近地天體，於 2023年1月經過距離地球4000公里以內的地方。